# Hélène Langevin-Joliot
Hélène Langevin-Joliot (Parigi, 17 settembre 1927) è una fisica francese.

## Biografia
Hélène Joliot nasce il 17 settembre 1927 a Parigi da Irène Joliot-Curie e Frédéric Joliot-Curie. Suo marito, Michel Langevin, era nipote del famoso fisico Paul Langevin (che ebbe una relazione con la vedova Marie Curie, la nonna di Hélène, nel 1910) ed era anch'egli un fisico nucleare all'Istituto, e suo figlio, Yves (nato nel 1951), è un astrofisico.
Langevin-Joliot viene da una famiglia di famosi scienziati. I suoi nonni materni erano Marie e Pierre Curie, famosi per i loro studi sulla radioattività, per i quali vinsero un Premio Nobel per la fisica con Antoine Henri Becquerel nel 1903. Marie Curie fu anche la prima persona a vincere il Premio Nobel in due differenti campi, avendone vinto un secondo per chimica nel 1911 con le sue scoperte del radio e del polonio.
Allo stesso modo, i genitori di Hélène Langevin-Joliot vinsero un Premio Nobel per la chimica nel 1935 per la loro scoperta della radioattività artificiale. Suo fratello Pierre Joliot è un famoso biofisico che ha apportato contributi nello studio della fotosintesi. Langevin-Joliot regolarmente concede interviste e racconti riguardo alla storia della sua famiglia. Le sue conoscenze la portarono a scrivere l'introduzione per Radiation and Modern Life: Fulfilling Marie Curie's Dream (Irraggiamento e vita moderna: Realizzando il sogno di Marie Curie), con una breve storia dei Curie.
Fu istruita all'Institut de physique nucléaire (Istituto di fisica nucleare) a Orsay, un laboratorio che era stato creato dai suoi genitori Irène Joliot-Curie e Frédéric Joliot-Curie. È un membro del comitato consultivo del governo francese. È professoressa di fisica nucleare all'Istituto di Fisica Nucleare all'Università di Parigi e Direttrice della Ricerca al CNRS. È conosciuta anche per il suo lavoro nell'incoraggiamento attivo delle donne nel perseguire carriere in settori scientifici. Presidente della giuria che assegna il Marie Curie Excellence award, un premio dato a ricercatori europei che si siano distinti, è stata anche Presidente dell'Unione Razionalista francese dal 2004 al 2012.